# Cantone di Villeneuve-de-Berg
Il Cantone di Villeneuve-de-Berg era un cantone della Francia dell'arrondissement di Largentière.
A seguito della riforma approvata con decreto del 13 febbraio 2014, che ha avuto attuazione dopo le elezioni dipartimentali del 2015, è stato soppresso.

## Composizione
Comprendeva i comuni di:
- Berzème
- Darbres
- Lanas
- Lavilledieu
- Lussas
- Mirabel
- Rochecolombe
- Saint-Andéol-de-Berg
- Saint-Germain
- Saint-Gineis-en-Coiron
- Saint-Jean-le-Centenier
- Saint-Laurent-sous-Coiron
- Saint-Maurice-d'Ardèche
- Saint-Maurice-d'Ibie
- Saint-Pons
- Villeneuve-de-Berg
- Vogüé